# Diisobutylamin
Diisobutylamin ist eine chemische Verbindung aus der Gruppe der aliphatischen Amine.

## Vorkommen
Diisobutylamin kommt in Lebensmitteln und im Boden vor. Es bildet sich zum Beispiel aus Butylat im Boden und in Pflanzen.

## Gewinnung und Darstellung
Diisobutylamin kann durch Reaktion von Isobutylbromid mit alkoholischem Ammoniak gewonnen werden. Die Verbindung kann auch durch Reaktion von Ammoniak mit Butanol mit einem Dehydrationskatalysator gewonnen werden.

## Eigenschaften
Diisobutylamin ist eine gelbliche Flüssigkeit mit aminartigem Geruch, die schwer löslich in Wasser ist. Sie zersetzt sich bei Erhitzung. Die Verbindung bildet mit Stickoxiden in der Luft N-Nitrosodiisobutylamin.

## Verwendung
Diisobutylamin wird als Zwischenprodukt zur Herstellung von Agrochemikalien und Arzneistoffen verwendet.

## Sicherheitshinweise
Die Dämpfe von Diisobutylamin können mit Luft ein explosionsfähiges Gemisch (Flammpunkt 29 °C) bilden.